# B・K・アダルシュ
B・K・アダルシュ（B. K. Adarsh）は、インドのボリウッドで活動するトレード・レポーター、映画批評家。この他に映画監督、映画プロデューサーとして宗教映画の製作も手掛けている。

## 人物
ラージャスターン州ジョードプル出身。息子のタラン・アダルシュも映画批評家として活動している。

## フィルモグラフィ
- Fashionable Wife（1959年） - 監督、製作
- Babasa Ri Laadi（1961年） - 監督
- Ramu Dada（1961年） - 監督
- Harishchandra Taramati（1963年） - 監督、製作
- Spy in Rome（1968年） - 監督、製作
- Balak（1969年） - 監督
- Putlibai（1972年） - 製作
- Murder in Circus（1972年）
- Gupt Gyan（1974年） - 監督
- Nasoor（1985年） - 製作[2]
- Aurat Pair Ki Juti Nahin Hai（1985年） - 監督、製作
- Daku Hasina（1987年） - 製作
- Shera Shamshera（1990年） - 製作